# Eirini Stachtiari
Eirini Stachtiari (27 de julho de 1977) é uma ex-basquetebolista profissional grega.

## Carreira
Eirini Stachtiari integrou a Seleção Grega de Basquetebol Feminino, em Atenas 2004, que terminou na sétima posição.